# Imperium (película de 2016)
Imperium (en Hispanoamérica: Guerra de razas) es una película de thriller estadounidense, escrita y dirigida por Daniel Ragussis, a partir de una historia de Michael German. Los actores principales de la película son Daniel Radcliffe, Toni Collette, Tracy Letts, Néstor Carbonell, y Sam Trammell. La película fue estrenada el 19 de agosto de 2016 en una edición limitada, a través de vídeo por Lionsgate Premiere.

## Argumento
Nate Foster es un joven agente del FBI que trabaja para descubrir complots terroristas altamente clasificados, logrando hallar una mina del isótopo radiativo Cesio-137 clandestina y que está relacionada con grupos supremacistas blancos. Nate consigue infiltrarse a través de la agente Angela Zamparo en una banda de skinheads y saca a la luz un atentado planeado por uno de esos grupos de fanáticos extremistas.
Nate conoce a un pequeño grupo de neonazis liderados por Vince Sargent, un líder local que está familiarizado con su principal sospechoso, el locutor de radio de extrema derecha Dallas Wolf. Siendo una figura decorativa del movimiento por su retórica incendiaria, Wolf reúne a los grupos más grandes e influyentes del noreste del país. Con las presentaciones de Vince, Nate se congracia con el movimiento y conoce a Andrew Blackwell, el líder de una milicia supremacista blanca de primer nivel, además de ganarse la atención de Wolf al convencerlo de que puede financiar una expansión de su programa de radio. Nate también se hace amigo rápidamente de Gerry Conway, un ingeniero administrativo y hombre de familia, quien también es un supremacista blanco.
Después de ganarse la confianza de Andrew salvándolo durante un ataque a una manifestación del poder blanco por parte de antifascistas, Nate es llevado a un tosco complejo militar operado por la milicia de Andrew, que revela que tiene planos para la red municipal de agua de Washington D. C. y está planeando un ataque.
El FBI comienza a sospechar que Wolf y Blackwell están trabajando juntos después de que Nate se encuentra con Wolf en su casa y descubre que su casa activa el contador Geiger de Nate, que intenta integrarse en una posible trama ofreciendo a Wolf una importante inversión financiera. Sin embargo, Wolf se vuelve hostil y denuncia a Nate al FBI. Se revela que se ve a sí mismo como un simple artista, que no cree realmente en la causa y que se ha sometido a radioterapia para un cáncer de próstata, que fue registrado por el contador Geiger. Mientras tanto, Andrew también es descartado como una posible amenaza, ya que parece utilizar los planes de la red de agua como una forma de atraer reclutas potenciales con la promesa de participar en un ataque terrorista inminente. Sin más pistas, el superior de Nate y la agente Zamparo ordena cerrar el caso. Enojado por desperdiciar sus esfuerzos, Nate se prepara para que su identidad encubierta abandone la ciudad.
Nate se encuentra con Gerry para despedirse definitivamente. Sintiendo sus genuinos sentimientos de inutilidad, Gerry le confía a Nate su membresía en una célula terrorista nacional. Se revela que Gerry y sus aliados están en posesión del cesio y están conspirando para detonar una bomba sucia. Con la incorporación de Gerry, Nate se une al grupo como proveedor del explosivo (TATP). Aunque los terroristas paranoicos casi descubren su tapadera varias veces, Nate logra localizar el cesio en la casa de Gerry, lo que lleva al FBI a detener y arrestar a los terroristas antes de que puedan llevar a cabo el complot. Tras haber marcado una diferencia, Nate hace una última visita a Johnny, un adolescente y exmiembro de la pandilla de Vince que ya no cree en la causa.

## Reparto
- Daniel Radcliffe como Nate Foster.
- Toni Collette como Angela Zamparo.
- Tracy Letts como Dallas Wolf.
- Sam Trammell como Gerry Conway.
- Nestor Carbonell como Tom Hernández.
- Devin Druid como Johnny.
- Pawel Szajda como Vince Sargent.
- Chris Sullivan como Andrew Blackwell.
- Burn Gorman como Morgan.
- Seth Numrich como Roy.
- Jasson Finney como Billy.
- Maboud Ebrahimzadeh como Abdul.
- David Aranovich como Ernest Walton.
- Paul H. Chapman como Gary.
- Rodney Roldan como Hombre hispánico.
- Bobby Parker Jr como aficionada.
- Morgan Applegate como Manifestante de AFL.
- Shawn Singletary como Tim, dueño de la tienda de vino.

## Producción

### Desarrollo
El 30 de julio de 2015, se anunció que Daniel Radcliffe había sido elegido para retratar a un agente joven de FBI, infiltrado para encontrar  y parar a grupos supremacistas blancos que están intentando hacer una bomba sucia. 

### Filmación
La fotografía principal comenzó a finales de septiembre de 2015 y el rodaje tuvo lugar en Richmond, Virginia y la cercana ciudad de Hopewell. Las primeras imágenes de Radcliffe en el set, con la cabeza rapada, se publicaron el 22 de septiembre de 2015.

## Lanzamiento
En septiembre de 2015, se informó que Signature Entertainment había comprado previamente los derechos de la película para el Reino Unido. Lionsgate Premiere adquirió los derechos nacionales de Estados Unidos a principios de octubre de 2015. La película se estrenó en un lanzamiento limitado y mediante video a pedido el 19 de agosto de 2016.

### Respuesta crítica
Imperium fue en general bien recibido. El sitio web de reseñas Rotten Tomatoes otorga a la película un índice de aprobación del 84%, basado en 76 reseñas, con una calificación promedio de 6,50 sobre 10. El consenso crítico del sitio dice: "El inquietante Imperium cuenta con temas inquietantemente actuales y un elenco talentoso liderado por Daniel Radcliffe como un agente encubierto del FBI que se infiltra en una red de supremacistas blancos". En Metacritic, que asigna una calificación normalizada, la película tiene una puntuación de 68 sobre 100, basada en 17 críticas, lo que indica "críticas generalmente favorables". La película fue elegida por los críticos de The New York Times. El periódico Los Angeles Times la llamó "impresionantemente dimensional... tensa, apasionante e inquietante", la revista Slant la llamó "cine político audaz", y Entertainment Weekly dijo que la película era "una película tensa y escalofriante". thriller... Radcliffe es brillante.